# Xenopus amieti
Xenopus amieti е вид жаба от семейство Безезични жаби (Pipidae). Видът е почти застрашен от изчезване.

## Разпространение
Разпространен е в Камерун.

## Описание
Популацията на вида е намаляваща.